# Cornelia
(Lucio Anneo Seneca, Consolazione a Marcia §16)
Cornelia (189 a.C.? – 110 a.C. circa) è stata una matrona romana, famosa per essere la madre dei Gracchi.

## Biografia
Figlia di Publio Cornelio Scipione Africano e di Emilia (figlia di Lucio Emilio Paolo, il console caduto a Canne), sposò intorno al 175 a.C. Tiberio Sempronio Gracco e fu madre di dodici figli, di cui la maggior parte morì in tenera età:   gli unici che arrivarono alla maggiore età furono i due famosi Tiberio e Gaio Gracco, e la loro sorella maggiore, Sempronia, che sposò Publio Cornelio Scipione Emiliano.
Fu una donna colta e di animo forte. Si racconta che Cornelia, rimasta vedova ancora giovane nel 154 a.C., avesse rifiutato di sposare il re d'Egitto, Tolomeo VIII Evergete Trifone, detto "Fiscone" (cioè "Pancione", per via della sua obesità). Ella aveva infatti deciso di consacrarsi all'educazione dei figli che seguì perfino nella carriera politica. Si dice che, a una matrona che ostentava le proprie pietre preziose, avesse risposto «haec ornamenta mea» - ecco i miei gioielli - mostrando alla donna i suoi figli Tiberio e Gaio. Fece parte della famiglia che più contribuì a diffondere la cultura ellenistica a Roma . 

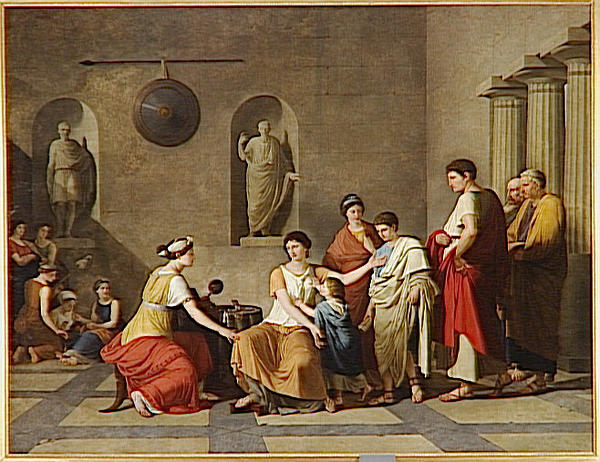
Suvée, Cornelia e i suoi figli

È controverso se Cornelia abbia sostenuto l'operato politico riformista dei propri figli; una sua lettera, indirizzata al figlio Gaio, lo invita a rinunciare a vendicarsi del tribuno Ottavio, avversario del fratello Tiberio; una seconda lettera, un duro atto di accusa contro Gaio, è quasi certamente apocrifa. 
Dopo la morte di Gaio, avvenuta nel 121 a.C. si ritirò a Miseno, «circondata sempre da Greci e da letterati [...] raccontava la vita e la condotta del padre, l'Africano, ed era ammirevole quando raccontava a chi glielo chiedeva le sventure e le imprese dei figli, ricordandoli senza manifestazioni di dolore e senza lacrime, come se si trattasse di personaggi delle età antiche».
Seneca nella Consolatio ad Marciam racconta che agli amici che cercavano di consolarla e la chiamavano infelice rispondeva: "Mai dirò di essere infelice, io che ho partorito i Gracchi". Venne ritenuta la figura di matrona ideale grazie alle virtù, a lei attribuite, di austerità e di carattere.

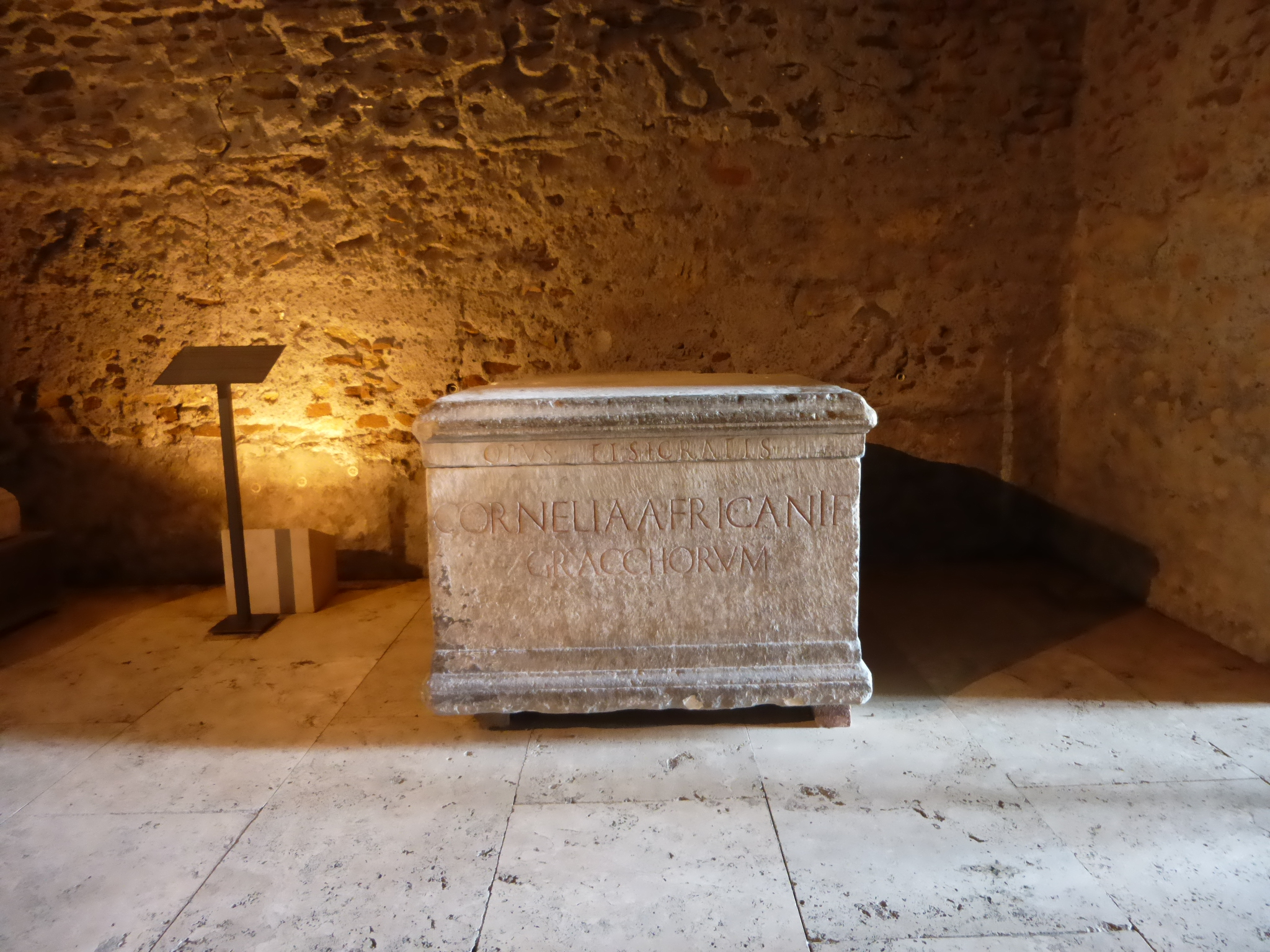
Il piedistallo della statua di Cornelia Africana, dal Tabularium

In età più tarda le fu eretta una statua di bronzo nel Portico d'Ottavia, di cui si conserva il basamento con l'epigrafe: Cornelia Africani F. Gracchorum (ovvero Cornelia, [Publii Cornelii Scipionis] Africani filia, Graccorum mater, tradotto: "Cornelia, figlia dell'Africano, madre dei Gracchi"); fu la prima statua di una donna esposta in pubblico a Roma.
Cornelia è citata da Dante Alighieri nella Divina Commedia, nel Limbo, tra gli Spiriti Magni con il nome di Corniglia (IV canto dell'Inferno, v. 128).